# USS Enterprise (Star Trek)
USS Enterprise è un'astronave immaginaria del franchise di Star Trek. Apparsa per la prima volta nella serie televisiva degli anni sessanta con il nome di USS Enterprise NCC-1701, in seguito il nome Enterprise è stato utilizzato per altre astronavi apparse in altre serie e film del franchise stesso.

## Descrizione
La sigla USS una volta è stata specificata come United Space Ship sebbene la sua denominazione ufficiale sia United Star Ship. Poiché la Flotta Stellare è un'entità differente dalle forze armate statunitensi, tutte le somiglianze tra il nome delle astronavi federali e il prefisso delle navi militari degli Stati Uniti (United States Ship) sono da ritenersi accidentali, anche se probabilmente gli autori quando scelsero quel nome lo fecero per ricordare la marina militare statunitense (la quale ha avuto varie navi chiamate USS Enterprise).
In onore di Star Trek, il primo Space Shuttle fu effettivamente chiamato Enterprise dalla NASA. Per ricambiare i tecnici della NASA, una delle astronavi di Star Trek venne chiamata come l'oramai distrutto Space Shuttle Columbia. La nave della marina militare degli Stati Uniti che si vede durante il film Rotta verso la Terra viene chiamata USS Enterprise (CVN-65); in realtà si trattava della USS Ranger (CV-61), dato che l'Enterprise era in alto mare per esercitazioni durante le riprese del film.
A legare le varie navi stellari chiamate Enterprise non è solo il nome, ma anche il numero di matricola (NCC-1701), con l'eccezione della prima secondo la cronologia di Star Trek (presente nella serie Star Trek: Enterprise), che ha preso la matricola NX-01. Il significato di tale sigla è Naval Experimental (la pronuncia inglese della lettera "X" è infatti "ex"). Il vascello è infatti una nave sperimentale in quanto è la prima ad avere motori a curvatura 5.

## Le navi stellari Enterprise

L'Enterprise XCV-330.

Le navi stellari col nome di Enterprise sono apparse in molte opere del franchise di Star Trek, ivi compresi serie televisive, live-action e animate, film, videogiochi, romanzi e fumetti. Nella cronologia di Star Trek ne appaiono una decina. Dopo l'Enterprise F, si ha notizia di una Enterprise J, il che tuttavia implica l'esistenza anche delle G, H e I, in qualche punto della storia futura.
- Enterprise XCV-330.
Un'immagine della prima astronave che nell'universo di Star Trek porta il nome di Enterprise è visibile nello schermo della sala ricreazione dell'Enterprise NCC-1701 nel film Star Trek (1979). Un quadro raffigurante la stessa astronave si vede appeso a una parete nella città di San Francisco, nell'anno 2143, nella puntata Il primo volo della serie Star Trek: Enterprise. Si pensa[Chi lo pensa?] che questo primo modello non raggiungesse alla velocità massima la curvatura 2. Il disegno di queste astronavi, allungato e con un anello centrale, ricorda molto quello delle astronavi vulcaniane, è quindi possibile che quelle astronavi siano state costruite utilizzando la tecnologia vulcaniana.[senza fonte]
- Enterprise NX-01, Classe NX, apparsa nella serie Enterprise e prima nave terrestre a viaggiare a curvatura 5.[1]
- USS Enterprise NCC-1701,[2] Classe Constitution.
Compare in televisione nelle serie originale, animata, Discovery e Strange New Worlds; al cinema nei film Star Trek (1979), L'ira di Khan, Alla ricerca di Spock, Star Trek (2009), Into Darkness e Star Trek Beyond. Autodistrutta in orbita attorno al pianeta Genesis (Alla ricerca di Spock).[N 1] Alla fine della missione quinquennale di Kirk viene sottoposta a un profondo rimodernamento (Star Trek, film 1979).[3][4]
- USS Enterprise NCC-1701-A, classe Constitution II, appare nei film Rotta verso la Terra, L'ultima frontiera, Rotta verso l'ignoto e Star Trek Beyond[N 2]. Posta in disarmo nel 2293 (Rotta verso l'ignoto).[5]
- USS Enterprise NCC-1701-B, Classe Excelsior.
Compare nel film Generazioni.[6]
- USS Enterprise NCC-1701-C, Classe Ambassador.
Compare nell'episodio L'Enterprise del passato della serie tv The Next Generation (terza stagione). Distrutta presso Narendra III in battaglia nel 2343.[7]
- USS Enterprise NCC-1701-D, Classe Galaxy.
Compare nella serie The Next Generation, nel film Generazioni e in Picard. Irrimediabilmente danneggiata su Veridiano III, nel 2401 il commodoro La Forge rivelò che la sezione a disco fu recuperata dal pianeta per non violare la prima direttiva e di aver utilizzato la sezione motori di un'altra nave di classe Galaxy, la USS Syracuse, per ricostruire l'Enterprise D.[8]
- USS Enterprise NCC-1701-E, Classe Sovereign.
Compare nei film Primo contatto, L'insurrezione e Nemesis.[9]
- USS Enterprise NCC-1701-F, Classe Odyssey.[10]
Compare nel gioco Star Trek Online e nella terza stagione di Picard.
- USS Enterprise NCC-1701-G, classe Constitution III.
È la USS Titan NCC-80102-A rinominata dopo gli avvenimenti della terza stagione di Picard.[11]
- USS Enterprise NCC-1701-H
- USS Enterprise NCC-1701-I
- USS Enterprise NCC-1701-J.
Compare nell'episodio Azati Primo della terza stagione della serie televisiva Enterprise, in un possibile futuro alternativo. La nave è stata probabilmente costruita nel XXVI secolo e ha partecipato alla battaglia contro i costruttori di sfere della Distesa Delfica. Tuttavia, a seguito della distruzione delle Sfere da parte dell'Enterprise NX-01 di Jonathan Archer nel 2154, tali avvenimenti probabilmente sono stati modificati e la battaglia non ha più avuto luogo nella nuova linea temporale. È comunque plausibile che una nave stellare Enterprise J esista nel corso del XXVI secolo. C'è da sottolineare il fatto che questa nave è protagonista di un viaggio nel tempo del Capitano Jonathan Archer, al quale viene riferito che l'equipaggio della nave è multispecie e alcuni marinai sono Xindi, specie che il capitano dell'Enterprise NX-01 stava combattendo in quel periodo.
- USS Enterprise NCC-1701-L
- USS Enterprise NCC-1701-M.
Replica della USS Enterprise NCC-1701, è una nave museo, omaggio a tutti coloro che hanno prestato servizio sull'originale Enterprise e soprattutto al sacrificio del Capitano Kirk, ed è al comando del nipote di Kirk. Compare nella miniserie fanfiction Star Trek: Of Gods and Men ed è pertanto considerata non canonica.

## I capitani
I vari capitani al comando delle varie astronavi (secondo la cronologia dell'universo di Star Trek):
- NX-01
  - Jonathan Archer (Enterprise): linea del tempo originaria 2151-attuale, linea del tempo alternativa 2151-2153
  - T'Pol (episodio Il crepuscolo del tempo): linea del tempo alternativa 2153-2156
  - Trip Tucker (episodio Il crepuscolo del tempo): linea del tempo alternativa 2156-2165
  - Lorian (episodio Un tuffo nel futuro): linea del tempo alternativa sconosciuta

- NCC-1701
  - Robert April (First Frontier)
  - Christopher Pike (episodio serie originale Lo zoo di Talos; Star Trek (film 2009); Discovery; Strange New Worlds)
  - James T. Kirk (serie originale; serie animata; Star Trek (film 1979); L'ira di Khan; Alla ricerca di Spock; Star Trek (film 2009), Into Darkness; Star Trek Beyond)
  - Willard Decker (Star Trek, film 1979)
  - Spock (L'ira di Khan)

- NCC-1701-A
  - James T. Kirk (Rotta verso la Terra, L'ultima frontiera, Rotta verso l'ignoto, Star Trek Beyond)

- NCC-1701-B
  - John Harriman (Generazioni): al momento del lancio
  - Demora Sulu: secondo i romanzi[Canonico?]

- NCC-1701-C
  - Rachel Garrett (The Next Generation): al momento della distruzione

- NCC-1701-D
  - Jean-Luc Picard (The Next Generation, Star Trek: Deep Space Nine, Generazioni):  dal varo fino alla sua distruzione
  - William T. Riker (The Next Generation): durante la crisi Borg e in alcune linee del tempo alternativo
  - Edward Jellico (The Next Generation): durante i negoziati con i Cardassiani

- NCC-1701-E
  - Jean-Luc Picard (Primo contatto, L'insurrezione, Nemesis)
  - William T. Riker (L'insurrezione): quando ne prende il comando per ordine di Picard, impegnato sul pianeta Ba'ku
  - Data-B4  (Star Trek: Countdown volume 2)
  - Worf[12]

- NCC-1701-F
  - Elizabeth Shelby (episodio Picard Vox)

- NCC-1701-G
  - Sette di Nove (dall'ultimo episodio della terza stagione di Picard)